# Gortyne (dème, Crète)
Pour les articles homonymes, voir Gortyne (homonymie).
Gortyne (en grec : Δήμος Γόρτυνας, Dhímos Górtynas) est un dème situé dans la périphérie de la Crète en Grèce. Le dème actuel est issu de la fusion en 2011, dans le cadre du programme Kallikratis, entre les anciens dèmes de Gortyne, Ayía Varvára, Kófinas et Roúvas, devenus des districts municipaux. Il tient son nom de la cité antique de Gortyne située sur son territoire.
Le siège du dème est la localité d'Áyii Déka (758 hab.). 

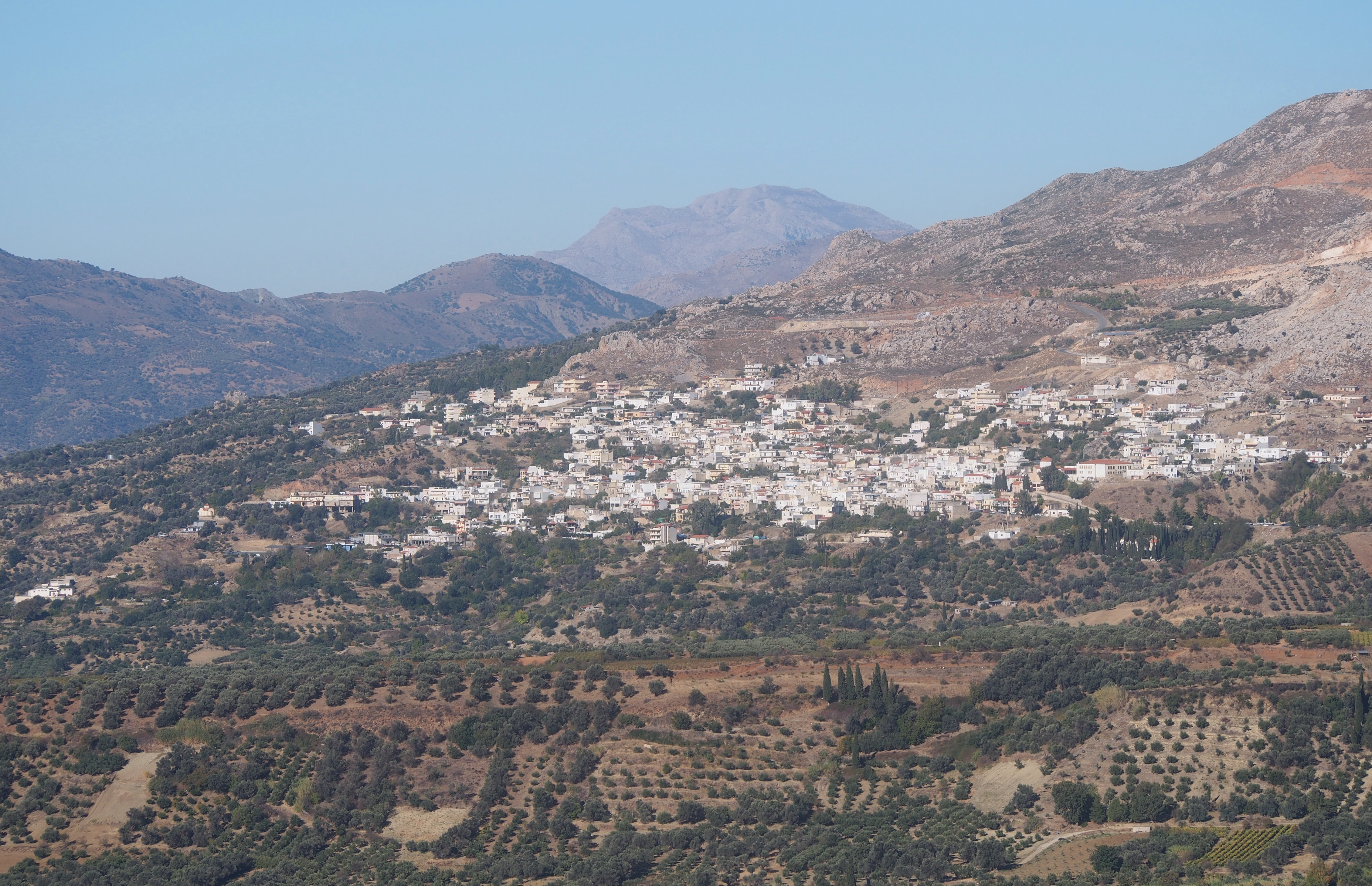
Gérgeri.
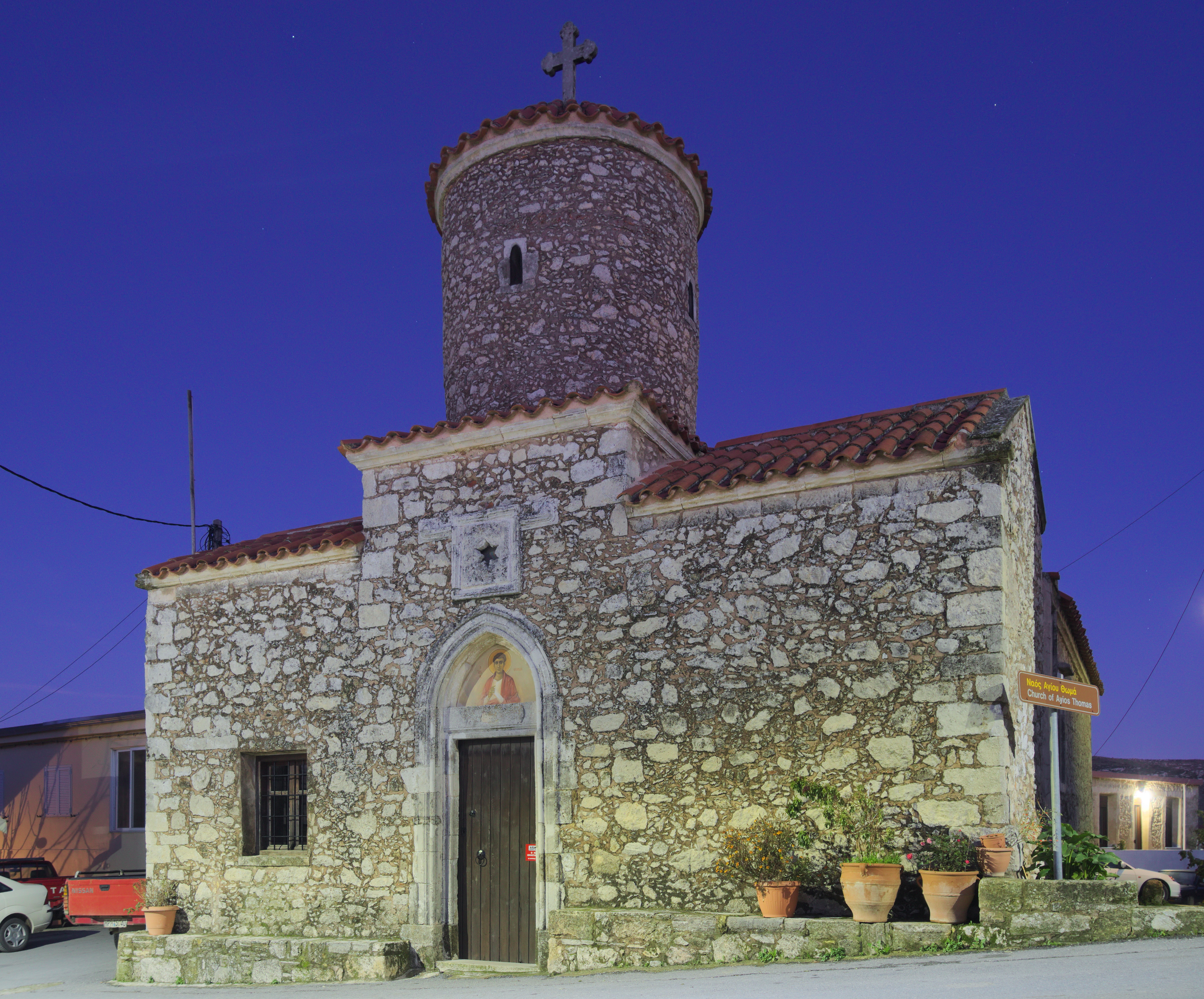
Église Saint-Thomas d'Ágios Thomás.
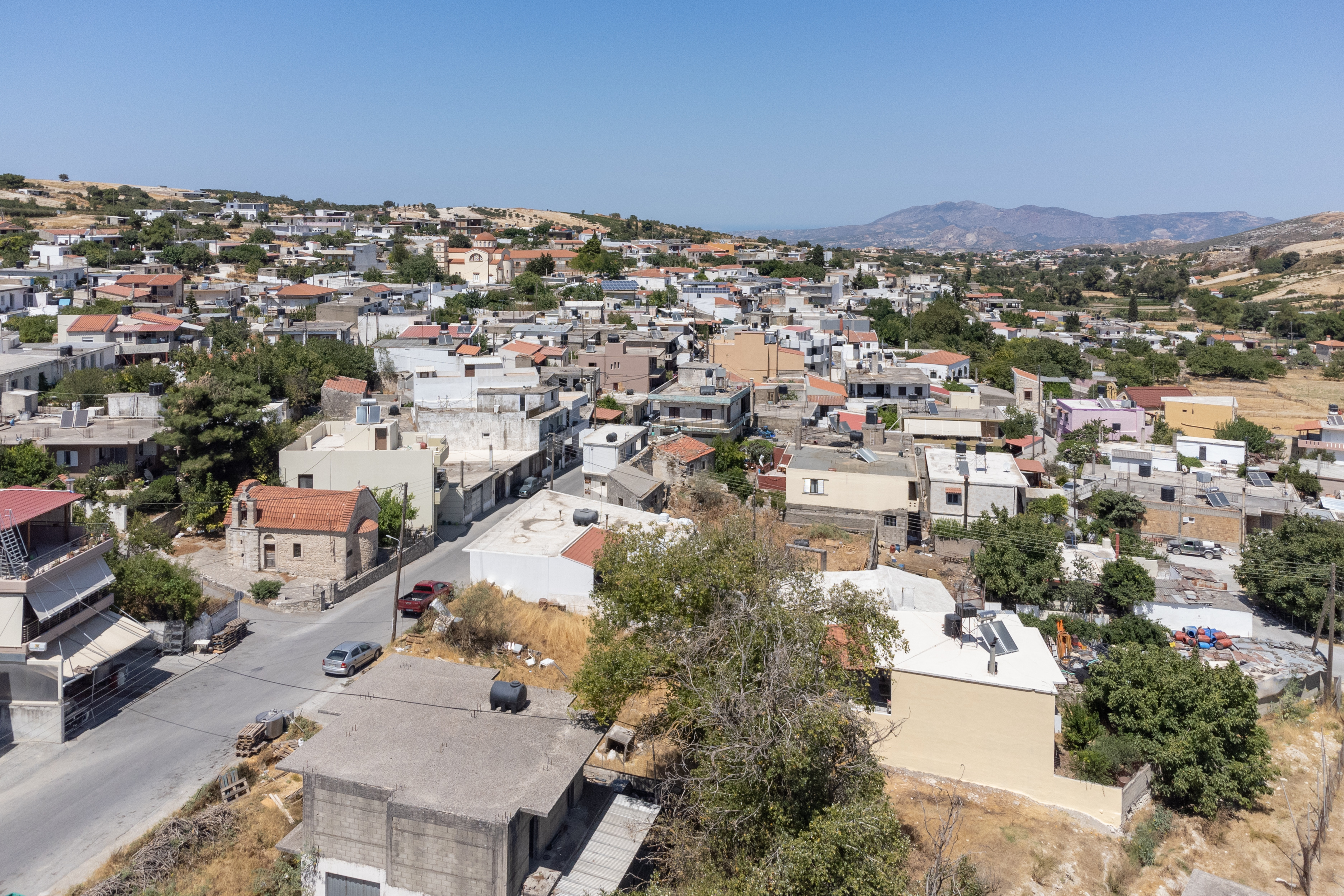
Megáli Vrýsi
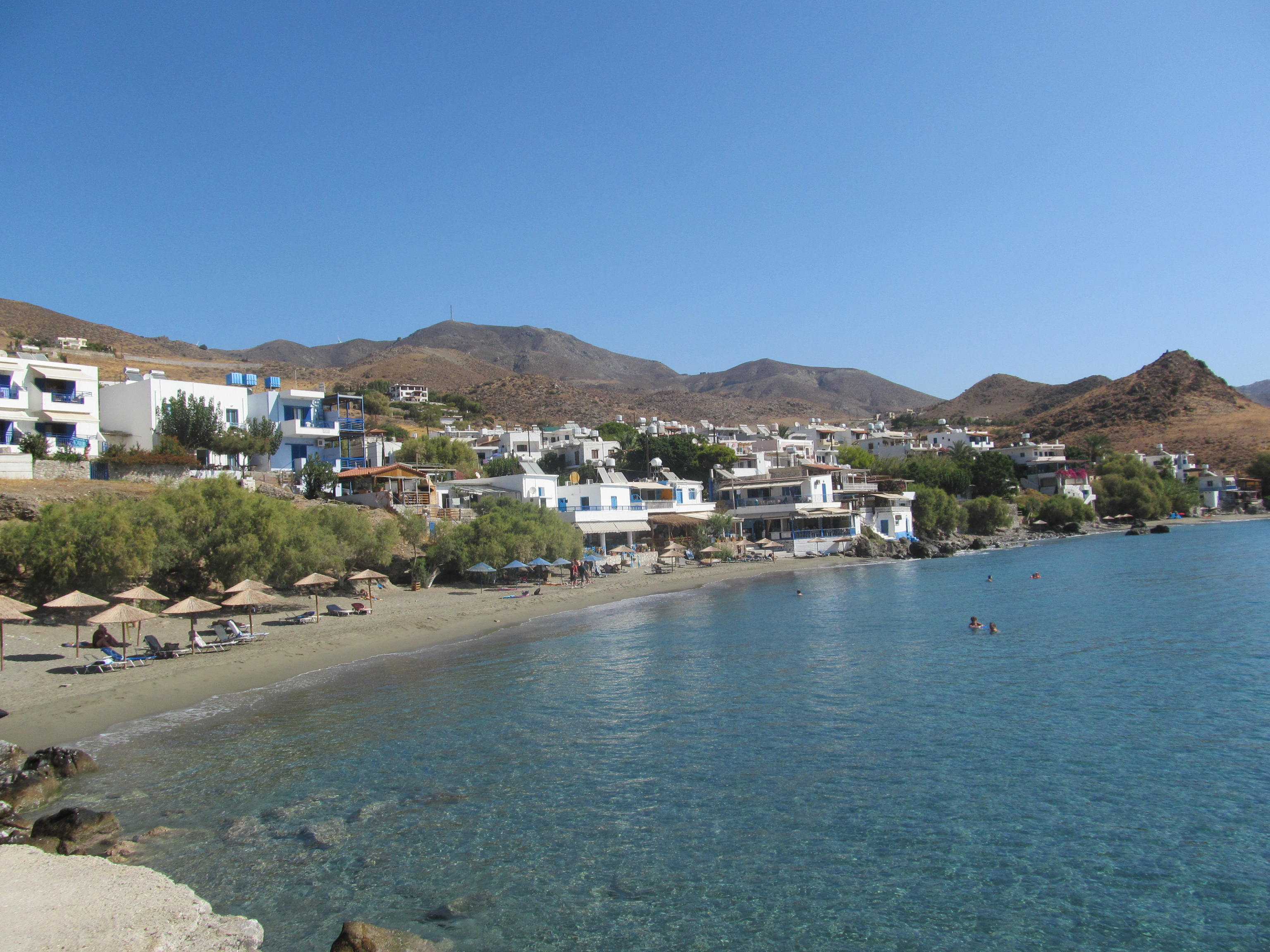
Plage de Léndas.